# Baomi Ju de Qiangsheng
Baomi Ju de Qiangsheng (xinès simplificat: 保密局的枪声, pinyin: Bǎomì jú de qiāngshēng, literalment 'Tirs al departament confidencial') és una pel·lícula xinesa del 1979, dirigida per Chang Yan i produïda per l'estudi de cinema de Changchun. La trama està adaptada de la novel·la policíaca de Lü Zheng, Zhandou zai Diren Xinzang.
Publicada al juny del 1979, durant el Boluan Fanzheng, la pel·lícula fou un èxit amb 600 milions d'espectadors i una recaptació de 180 milions de yuans. Només la setmana del 17 al 23 de juny d'aquell any, la pel·lícula es va projectar 2.666 vegades a Beijing, amb un públic de més de 2.310.000 de persones i una recaptació que superà els 18 milions de iuans, quan en aquell moment les entrades al cinema costaven 30 cèntims.
Va ser la primera pel·lícula en la que el director Chang Yan col·labora amb el cinematògraf Gao Hongbao, amb qui faria tàndem en cinc treballs.

## Repartiment
- Guionistes: Zheng Quan, Jin Deshun.[11]

- Director: Chang Yan.[11]

- Fotografia: Chang Yan, Gao Hongbao.[11][10]

- Intèrprets: Chen Shaoze, Xiang Mei, Zheng Hua, Zhu Chengde, Chen Guojun, Chen Rubin.[11]